# Leptoperla rieki
Leptoperla rieki är en bäcksländeart som beskrevs av Günther Theischinger 1981. Leptoperla rieki ingår i släktet Leptoperla och familjen Gripopterygidae. Inga underarter finns listade i Catalogue of Life.